# Rieseulus
Rieseulus là một chi bọ cánh cứng trong họ 
Elateridae.
Chi này được miêu tả khoa học năm 2004 bởi Schimmel.

## Các loài
Các loài trong chi này gồm:
- Rieseulus mentaweiensis Schimmel, 2004
- Rieseulus snizeki Schimmel, 2004